# جزيرة دو أورفيل (القارة القطبية الجنوبية)
جزيرة دو أورفيل هي جزيرة تقع في القارة القطبية الجنوبية قبالة الطرف الشمالي لشبه الجزيرة القطبية الجنوبية، وهي أقصى جزيرة شمالاً ضمن مجموعة جزر جوينفيل بطول 27 كيلومتر (17 ميل)، وتقع مباشرة شمال جزيرة جوينفيل، حيث تفصل بينهما قناة لارسن.
سُجلت الجزيرة جغرافياً عام 1902 من قِبل البعثة السويدية للقارة القطبية الجنوبية بقيادة أوتو نوردنخيلد الذي سماها على اسم النقيب البحري والمستكشف الفرنسي جول دومون دو أورفيل، والذي يعود الفضل إليه لاكتشاف أراض واقعة في مجموعة جزر جوينفيل.